# Mistrzostwa Świata w Piłce Siatkowej Mężczyzn 2014 (eliminacje strefy AVC)
Eliminacje strefy AVC do Mistrzostw Świata w Piłce Siatkowej Mężczyzn 2014 odbywających się w Polsce rozgrywane będą pomiędzy 5 czerwca a 22 września 2014 roku. Składają się one z trzech rund. Na mistrzostwa awansują 4 reprezentacje narodowe.

## Pierwsza runda kwalifikacyjna
awans do drugiej rundy kwalifikacyjnej

### Western 1
Bejrut
Tabela
| Lp. | Drużyna  | Pkt | Mecze | Mecze | Mecze | Sety | Sety | Sety  | Małe punkty | Małe punkty | Małe punkty |
| Lp. | Drużyna  | Pkt | M     | W     | P     | wyg. | prz. | ratio | zdob.       | str.        | ratio       |
| --- | -------- | --- | ----- | ----- | ----- | ---- | ---- | ----- | ----------- | ----------- | ----------- |
| 1   | Liban    | 8   | 3     | 3 (1) | 0 (0) | 9    | 3    | 3.000 | 282         | 247         | 1.142       |
| 2   | Irak     | 6   | 3     | 2 (0) | 1 (0) | 6    | 4    | 1.500 | 236         | 221         | 1.068       |
| 3   | Syria    | 3   | 3     | 1 (1) | 2 (1) | 6    | 8    | 0.750 | 280         | 302         | 0.927       |
| 3   | Jordania | 1   | 3     | 0 (0) | 3 (1) | 3    | 9    | 0.333 | 253         | 281         | 0.900       |

Źródło: fivb.org
Punktacja: 3:0 i 3:1 – 3 pkt; 3:2 – 2 pkt; 2:3 – 1 pkt; 1:3 i 0:3 – 0 pkt
Zasady ustalania kolejności: 1. liczba punktów; 2. liczba zwycięstw; 3. stosunek setów; 4. stosunek małych punktów; 5. bilans w bezpośrednich meczach
Wyniki
| Data  | Godz. | Drużyna 1 | Wynik | Drużyna 2 | 1     | 2     | 3     | 4     | 5     | Widzów | * |
| ----- | ----- | --------- | ----- | --------- | ----- | ----- | ----- | ----- | ----- | ------ | - |
| 07.06 | 18:00 | Irak      | 3:1   | Syria     | 25:14 | 25:19 | 24:26 | 25:23 |       | 150    | 1 |
| 07.06 | 20:00 | Liban     | 3:1   | Jordania  | 26:28 | 25:20 | 25:21 | 25:23 |       | 700    | 2 |
| 08.06 | 18:00 | Jordania  | 0:3   | Irak      | 22:25 | 20:25 | 18:25 |       |       | 150    | 3 |
| 08.06 | 20:00 | Syria     | 2:3   | Liban     | 19:25 | 25:16 | 14:25 | 25:21 | 10:15 | 500    | 4 |
| 09.06 | 18:00 | Syria     | 3:2   | Jordania  | 25:20 | 19:25 | 21:25 | 25:22 | 15:9  | 150    | 5 |
| 09.06 | 20:00 | Irak      | 0:3   | Liban     | 27:29 | 13:25 | 12:25 |       |       | 800    | 6 |

### Western 2
Kuwejt
Tabela
| Lp. | Drużyna          | Pkt | Mecze | Mecze | Mecze | Sety | Sety | Sety  | Małe punkty | Małe punkty | Małe punkty |
| Lp. | Drużyna          | Pkt | M     | W     | P     | wyg. | prz. | ratio | zdob.       | str.        | ratio       |
| --- | ---------------- | --- | ----- | ----- | ----- | ---- | ---- | ----- | ----------- | ----------- | ----------- |
| 1   | Kuwejt           | 3   | 1     | 1 (0) | 0 (0) | 3    | 0    | MAX   | 75          | 66          | 1.136       |
| 2   | Arabia Saudyjska | 0   | 1     | 0 (0) | 1 (0) | 0    | 3    | 0.000 | 66          | 75          | 0.880       |

Źródło: fivb.org
Punktacja: 3:0 i 3:1 – 3 pkt; 3:2 – 2 pkt; 2:3 – 1 pkt; 1:3 i 0:3 – 0 pkt
Zasady ustalania kolejności: 1. liczba punktów; 2. liczba zwycięstw; 3. stosunek setów; 4. stosunek małych punktów; 5. bilans w bezpośrednich meczach
Wyniki
| Data  | Godz. | Drużyna 1 | Wynik | Drużyna 2        | 1     | 2     | 3     | 4 | 5 | Widzów | * |
| ----- | ----- | --------- | ----- | ---------------- | ----- | ----- | ----- | - | - | ------ | - |
| 08.06 | 19:00 | Kuwejt    | 3:0   | Arabia Saudyjska | 25:20 | 25:23 | 25:23 |   |   | 260    | 1 |

### Western 3
Doha
Tabela
| Lp. | Drużyna                      | Pkt | Mecze | Mecze | Mecze | Sety | Sety | Sety  | Małe punkty | Małe punkty | Małe punkty |
| Lp. | Drużyna                      | Pkt | M     | W     | P     | wyg. | prz. | ratio | zdob.       | str.        | ratio       |
| --- | ---------------------------- | --- | ----- | ----- | ----- | ---- | ---- | ----- | ----------- | ----------- | ----------- |
| 1   | Bahrajn                      | 5   | 2     | 2 (1) | 0 (0) | 6    | 2    | 3.000 | 181         | 141         | 1.284       |
| 2   | Katar                        | 4   | 3     | 1 (0) | 2 (1) | 5    | 3    | 1.667 | 166         | 157         | 1.057       |
| 3   | Zjednoczone Emiraty Arabskie | 0   | 1     | 0 (0) | 1 (0) | 0    | 6    | 0.000 | 101         | 150         | 0.673       |

Źródło: fivb.org
Punktacja: 3:0 i 3:1 – 3 pkt; 3:2 – 2 pkt; 2:3 – 1 pkt; 1:3 i 0:3 – 0 pkt
Zasady ustalania kolejności: 1. liczba punktów; 2. liczba zwycięstw; 3. stosunek setów; 4. stosunek małych punktów; 5. bilans w bezpośrednich meczach
Wyniki
| Data  | Godz. | Drużyna 1 | Wynik | Drużyna 2                    | 1     | 2     | 3     | 4     | 5    | Widzów | * |
| ----- | ----- | --------- | ----- | ---------------------------- | ----- | ----- | ----- | ----- | ---- | ------ | - |
| 05.06 | 19:15 | Katar     | 3:0   | Zjednoczone Emiraty Arabskie | 25:15 | 25:18 | 25:18 |       |      | 500    | 1 |
| 06.06 | 19:15 | Bahrajn   | 3:0   | Zjednoczone Emiraty Arabskie | 25:19 | 25:11 | 25:20 |       |      | 150    | 2 |
| 07.06 | 19:15 | Katar     | 2:3   | Bahrajn                      | 25:18 | 25:23 | 14:25 | 18:25 | 9:15 |        |   |

## Druga runda kwalifikacyjna
awans do finałowej rundy

### Central 1
Pawłodar
Tabela
| Lp. | Drużyna    | Pkt | Mecze | Mecze | Mecze | Sety | Sety | Sety  | Małe punkty | Małe punkty | Małe punkty |
| Lp. | Drużyna    | Pkt | M     | W     | P     | wyg. | prz. | ratio | zdob.       | str.        | ratio       |
| --- | ---------- | --- | ----- | ----- | ----- | ---- | ---- | ----- | ----------- | ----------- | ----------- |
| 1   | Kazachstan | 6   | 2     | 2 (0) | 0 (0) | 6    | 0    | MAX   | 150         | 107         | 1.402       |
| 2   | Uzbekistan | 3   | 1     | 1 (0) | 0 (0) | 3    | 3    | 1.000 | 129         | 133         | 0.970       |
| 3   | Afganistan | 0   | 0     | 0 (0) | 0 (0) | 0    | 6    | 0.000 | 111         | 150         | 0.740       |

Źródło: fivb.org
Punktacja: 3:0 i 3:1 – 3 pkt; 3:2 – 2 pkt; 2:3 – 1 pkt; 1:3 i 0:3 – 0 pkt
Zasady ustalania kolejności: 1. liczba punktów; 2. liczba zwycięstw; 3. stosunek setów; 4. stosunek małych punktów; 5. bilans w bezpośrednich meczach
Wyniki
| Data  | Godz. | Drużyna 1  | Wynik | Drużyna 2  | 1     | 2     | 3     | 4 | 5 | Widzów | * |
| ----- | ----- | ---------- | ----- | ---------- | ----- | ----- | ----- | - | - | ------ | - |
| 14.06 | 17:00 | Kazachstan | 3:0   | Uzbekistan | 25:21 | 25:15 | 25:18 |   |   |        | 1 |
| 15.06 | 17:00 | Afganistan | 0:3   | Uzbekistan | 17:25 | 19:25 | 22:25 |   |   |        | 2 |
| 16.06 | 17:00 | Kazachstan | 3:0   | Afganistan | 25:21 | 25:21 | 25:11 |   |   |        | 3 |

### Central 2
Kolombo
Tabela
| Lp. | Drużyna   | Pkt | Mecze | Mecze | Mecze | Sety | Sety | Sety  | Małe punkty | Małe punkty | Małe punkty |
| Lp. | Drużyna   | Pkt | M     | W     | P     | wyg. | prz. | ratio | zdob.       | str.        | ratio       |
| --- | --------- | --- | ----- | ----- | ----- | ---- | ---- | ----- | ----------- | ----------- | ----------- |
| 1   | Indie     | 9   | 3     | 3 (0) | 0 (0) | 9    | 0    | MAX   | 228         | 170         | 1.341       |
| 2   | Pakistan  | 5   | 3     | 2 (1) | 1 (0) | 6    | 5    | 1.200 | 241         | 219         | 1.100       |
| 3   | Sri Lanka | 4   | 3     | 1 (0) | 2 (1) | 5    | 6    | 0.833 | 233         | 237         | 0.983       |
| 3   | Malediwy  | 0   | 3     | 0 (0) | 3 (0) | 0    | 9    | 0.000 | 149         | 225         | 0.662       |

Źródło: fivb.org
Punktacja: 3:0 i 3:1 – 3 pkt; 3:2 – 2 pkt; 2:3 – 1 pkt; 1:3 i 0:3 – 0 pkt
Zasady ustalania kolejności: 1. liczba punktów; 2. liczba zwycięstw; 3. stosunek setów; 4. stosunek małych punktów; 5. bilans w bezpośrednich meczach
Wyniki
| Data  | Godz. | Drużyna 1 | Wynik | Drużyna 2 | 1     | 2     | 3     | 4     | 5     | Widzów | * |
| ----- | ----- | --------- | ----- | --------- | ----- | ----- | ----- | ----- | ----- | ------ | - |
| 03.07 | 15:30 | Sri Lanka | 3:0   | Malediwy  | 25:20 | 25:12 | 25:23 |       |       | 2500   | 1 |
| 03.07 | 17:00 | Indie     | 3:0   | Pakistan  | 25:21 | 25:20 | 25:21 |       |       | 500    | 2 |
| 04.07 | 15:00 | Pakistan  | 3:2   | Sri Lanka | 25:14 | 22:25 | 17:25 | 25:17 | 15:12 | 2500   | 3 |
| 04.07 | 17:00 | Indie     | 3:0   | Malediwy  | 25:17 | 25:14 | 25:12 |       |       | 300    | 4 |
| 05.07 | 15:00 | Pakistan  | 3:0   | Malediwy  | 25:13 | 25:18 | 25:20 |       |       | 400    | 5 |
| 05.07 | 17:00 | Sri Lanka | 0:3   | Indie     | 20:25 | 26:28 | 19:25 |       |       | 800    | 6 |

### Eastern
Tajpej
Tabela
| Lp. | Drużyna         | Pkt | Mecze | Mecze | Mecze | Sety | Sety | Sety  | Małe punkty | Małe punkty | Małe punkty |
| Lp. | Drużyna         | Pkt | M     | W     | P     | wyg. | prz. | ratio | zdob.       | str.        | ratio       |
| --- | --------------- | --- | ----- | ----- | ----- | ---- | ---- | ----- | ----------- | ----------- | ----------- |
| 1   | Chińskie Tajpej | 3   | 1     | 1 (0) | 0 (0) | 3    | 0    | MAX   | 75          | 53          | 1.415       |
| 2   | Hongkong        | 0   | 1     | 0 (0) | 1 (0) | 0    | 3    | 0.000 | 53          | 75          | 0.707       |

Źródło: fivb.org
Punktacja: 3:0 i 3:1 – 3 pkt; 3:2 – 2 pkt; 2:3 – 1 pkt; 1:3 i 0:3 – 0 pkt
Zasady ustalania kolejności: 1. liczba punktów; 2. liczba zwycięstw; 3. stosunek setów; 4. stosunek małych punktów; 5. bilans w bezpośrednich meczach
Wyniki
| Data  | Godz. | Drużyna 1 | Wynik | Drużyna 2       | 1     | 2     | 3     | 4 | 5 | Widzów | * |
| ----- | ----- | --------- | ----- | --------------- | ----- | ----- | ----- | - | - | ------ | - |
| 29.06 | 17:00 | Hongkong  | 0:3   | Chińskie Tajpej | 14:25 | 21:25 | 18:25 |   |   |        | 1 |

### Southeastern
Nakhon Pathom
Tabela
| Lp. | Drużyna   | Pkt | Mecze | Mecze | Mecze | Sety | Sety | Sety  | Małe punkty | Małe punkty | Małe punkty |
| Lp. | Drużyna   | Pkt | M     | W     | P     | wyg. | prz. | ratio | zdob.       | str.        | ratio       |
| --- | --------- | --- | ----- | ----- | ----- | ---- | ---- | ----- | ----------- | ----------- | ----------- |
| 1   | Tajlandia | 9   | 3     | 3 (0) | 0 (0) | 9    | 1    | 9.000 | 265         | 211         | 1.256       |
| 2   | Indonezja | 5   | 3     | 2 (1) | 1 (0) | 6    | 5    | 1.200 | 250         | 243         | 1.029       |
| 3   | Mjanma    | 3   | 3     | 1 (1) | 2 (1) | 5    | 8    | 0.625 | 256         | 277         | 0.924       |
| 3   | Wietnam   | 1   | 3     | 0 (0) | 3 (1) | 3    | 9    | 0.333 | 241         | 281         | 0.858       |

Źródło: fivb.org
Punktacja: 3:0 i 3:1 – 3 pkt; 3:2 – 2 pkt; 2:3 – 1 pkt; 1:3 i 0:3 – 0 pkt
Zasady ustalania kolejności: 1. liczba punktów; 2. liczba zwycięstw; 3. stosunek setów; 4. stosunek małych punktów; 5. bilans w bezpośrednich meczach
Wyniki
| Data  | Godz. | Drużyna 1 | Wynik | Drużyna 2 | 1     | 2     | 3     | 4     | 5     | Widzów | * |
| ----- | ----- | --------- | ----- | --------- | ----- | ----- | ----- | ----- | ----- | ------ | - |
| 26.06 | 17:00 | Tajlandia | 3:1   | Wietnam   | 28:30 | 25:23 | 25:21 | 25:17 |       | 2500   | 1 |
| 26.06 | 19:00 | Mjanma    | 2:3   | Indonezja | 21:25 | 25:21 | 25:19 | 21:25 | 11:15 | 300    | 2 |
| 27.06 | 15:00 | Wietnam   | 0:3   | Indonezja | 18:25 | 16:25 | 19:25 |       |       | 800    | 3 |
| 27.06 | 17:00 | Tajlandia | 3:0   | Mjanma    | 25:16 | 25:15 | 25:19 |       |       | 1500   | 4 |
| 28.06 | 15:00 | Mjanma    | 3:2   | Wietnam   | 17:25 | 25:14 | 26:24 | 20:25 | 15:9  | 2000   | 5 |
| 28.06 | 17:00 | Indonezja | 0:3   | Tajlandia | 14:25 | 35:37 | 21:25 |       |       | 2500   | 6 |

### Western 4
Dubaj
Tabela
| Lp. | Drużyna          | Pkt | Mecze | Mecze | Mecze | Sety | Sety | Sety  | Małe punkty | Małe punkty | Małe punkty |
| Lp. | Drużyna          | Pkt | M     | W     | P     | wyg. | prz. | ratio | zdob.       | str.        | ratio       |
| --- | ---------------- | --- | ----- | ----- | ----- | ---- | ---- | ----- | ----------- | ----------- | ----------- |
| 1   | Katar            | 6   | 2     | 2 (0) | 0 (0) | 6    | 1    | 6.000 | 171         | 134         | 1.276       |
| 2   | Arabia Saudyjska | 2   | 2     | 1 (1) | 1 (0) | 4    | 5    | 0.800 | 178         | 196         | 0.908       |
| 3   | Liban            | 1   | 2     | 0 (0) | 2 (1) | 2    | 6    | 0.333 | 157         | 176         | 0.892       |

Źródło: fivb.org
Punktacja: 3:0 i 3:1 – 3 pkt; 3:2 – 2 pkt; 2:3 – 1 pkt; 1:3 i 0:3 – 0 pkt
Zasady ustalania kolejności: 1. liczba punktów; 2. liczba zwycięstw; 3. stosunek setów; 4. stosunek małych punktów; 5. bilans w bezpośrednich meczach
Wyniki
| Data  | Godz. | Drużyna 1        | Wynik | Drużyna 2        | 1     | 2     | 3     | 4     | 5     | Widzów | * |
| ----- | ----- | ---------------- | ----- | ---------------- | ----- | ----- | ----- | ----- | ----- | ------ | - |
| 05.07 | 19:30 | Liban            | 2:3   | Arabia Saudyjska | 25:14 | 22:25 | 16:25 | 25:22 | 12:15 |        | 1 |
| 06.07 | 19:30 | Katar            | 3:0   | Liban            | 25:20 | 25:22 | 25:15 |       |       |        | 2 |
| 07.07 | 19:30 | Arabia Saudyjska | 1:3   | Katar            | 19:25 | 25:21 | 17:25 | 16:25 |       |        | 3 |

### Western 5
Manama
Tabela
| Lp. | Drużyna | Pkt | Mecze | Mecze | Mecze | Sety | Sety | Sety  | Małe punkty | Małe punkty | Małe punkty |
| Lp. | Drużyna | Pkt | M     | W     | P     | wyg. | prz. | ratio | zdob.       | str.        | ratio       |
| --- | ------- | --- | ----- | ----- | ----- | ---- | ---- | ----- | ----------- | ----------- | ----------- |
| 1   | Bahrajn | 6   | 2     | 2 (0) | 0 (0) | 6    | 0    | MAX   | 150         | 122         | 1.230       |
| 2   | Kuwejt  | 2   | 2     | 1 (1) | 1 (0) | 3    | 5    | 0.600 | 175         | 172         | 1.017       |
| 3   | Irak    | 1   | 2     | 0 (0) | 2 (1) | 2    | 6    | 0.333 | 155         | 186         | 0.833       |

Źródło: fivb.org
Punktacja: 3:0 i 3:1 – 3 pkt; 3:2 – 2 pkt; 2:3 – 1 pkt; 1:3 i 0:3 – 0 pkt
Zasady ustalania kolejności: 1. liczba punktów; 2. liczba zwycięstw; 3. stosunek setów; 4. stosunek małych punktów; 5. bilans w bezpośrednich meczach
Wyniki
| Data  | Godz. | Drużyna 1 | Wynik | Drużyna 2 | 1     | 2     | 3     | 4     | 5     | Widzów | * |
| ----- | ----- | --------- | ----- | --------- | ----- | ----- | ----- | ----- | ----- | ------ | - |
| 04.07 | 19:30 | Kuwejt    | 3:2   | Irak      | 25:21 | 22:25 | 25:14 | 24:26 | 15:11 | 50     | 1 |
| 05.07 | 19:30 | Bahrajn   | 3:0   | Irak      | 25:21 | 25:17 | 25:20 |       |       | 300    | 2 |
| 06.07 | 19:30 | Bahrajn   | 3:0   | Kuwejt    | 25:20 | 25:22 | 25:22 |       |       | 200    | 3 |

## Runda finałowa
kwalifikacja do MŚ

### Grupa A
Canberra
Tabela
| Lp. | Drużyna    | Pkt | Mecze | Mecze | Mecze | Sety | Sety | Sety  | Małe punkty | Małe punkty | Małe punkty |
| Lp. | Drużyna    | Pkt | M     | W     | P     | wyg. | prz. | ratio | zdob.       | str.        | ratio       |
| --- | ---------- | --- | ----- | ----- | ----- | ---- | ---- | ----- | ----------- | ----------- | ----------- |
| 1   | Australia  | 9   | 3     | 3 (0) | 0 (0) | 9    | 1    | 9.000 | 242         | 190         | 1.274       |
| 2   | Kazachstan | 6   | 3     | 2 (0) | 1 (0) | 7    | 3    | 2.333 | 235         | 197         | 1.193       |
| 3   | Tajlandia  | 3   | 3     | 1 (0) | 2 (0) | 3    | 7    | 0.429 | 213         | 223         | 0.955       |
| 4   | Kuwejt     | 0   | 3     | 0 (0) | 3 (0) | 1    | 9    | 0.111 | 170         | 250         | 0.680       |

Źródło: fivb.org
Punktacja: 3:0 i 3:1 – 3 pkt; 3:2 – 2 pkt; 2:3 – 1 pkt; 1:3 i 0:3 – 0 pkt
Zasady ustalania kolejności: 1. liczba punktów; 2. liczba zwycięstw; 3. stosunek setów; 4. stosunek małych punktów; 5. bilans w bezpośrednich meczach
Wyniki
| Data  | Godz. | Drużyna 1  | Wynik | Drużyna 2  | 1     | 2     | 3     | 4     | 5 | Widzów | * |
| ----- | ----- | ---------- | ----- | ---------- | ----- | ----- | ----- | ----- | - | ------ | - |
| 06.09 | 16:30 | Tajlandia  | 0:3   | Kazachstan | 17:25 | 15:25 | 22:25 |       |   |        |   |
| 06.09 | 19:00 | Australia  | 3:0   | Kuwejt     | 25:12 | 25:16 | 25:18 |       |   |        |   |
| 07.09 | 16:30 | Tajlandia  | 3:1   | Kuwejt     | 25:27 | 25:14 | 25:18 | 25:14 |   |        |   |
| 07.09 | 19:00 | Australia  | 3:1   | Kazachstan | 17:25 | 25:23 | 25:20 | 25:17 |   |        |   |
| 08.09 | 13:00 | Kazachstan | 3:0   | Kuwejt     | 25:13 | 25:18 | 25:20 |       |   |        |   |
| 08.09 | 15:30 | Australia  | 3:0   | Tajlandia  | 25:23 | 25:13 | 25:23 |       |   |        |   |

### Grupa B
Teheran
Tabela
| Lp. | Drużyna   | Pkt | Mecze | Mecze | Mecze | Sety | Sety | Sety  | Małe punkty | Małe punkty | Małe punkty |
| Lp. | Drużyna   | Pkt | M     | W     | P     | wyg. | prz. | ratio | zdob.       | str.        | ratio       |
| --- | --------- | --- | ----- | ----- | ----- | ---- | ---- | ----- | ----------- | ----------- | ----------- |
| 1   | Iran      | 9   | 3     | 3 (0) | 0 (0) | 9    | 0    | MAX   | 225         | 137         | 1.642       |
| 2   | Bahrajn   | 6   | 3     | 2 (0) | 1 (0) | 6    | 3    | 2.000 | 197         | 199         | 0.990       |
| 3   | Indonezja | 3   | 3     | 1 (0) | 2 (0) | 3    | 6    | 0.500 | 175         | 207         | 0.845       |
| 4   | Pakistan  | 0   | 2     | 0 (0) | 2 (0) | 0    | 9    | 0.000 | 171         | 225         | 0.760       |

Źródło: fivb.org
Punktacja: 3:0 i 3:1 – 3 pkt; 3:2 – 2 pkt; 2:3 – 1 pkt; 1:3 i 0:3 – 0 pkt
Zasady ustalania kolejności: 1. liczba punktów; 2. liczba zwycięstw; 3. stosunek setów; 4. stosunek małych punktów; 5. bilans w bezpośrednich meczach
Wyniki
| Data  | Godz. | Drużyna 1 | Wynik | Drużyna 2 | 1     | 2     | 3     | 4 | 5 | Widzów | * |
| ----- | ----- | --------- | ----- | --------- | ----- | ----- | ----- | - | - | ------ | - |
| 11.09 | 15:00 | Indonezja | 0:3   | Bahrajn   | 16:25 | 20:25 | 21:25 |   |   | 100    | 1 |
| 11.09 | 17:00 | Iran      | 3:0   | Pakistan  | 25:15 | 25:19 | 25:13 |   |   | 700    | 2 |
| 12.09 | 15:00 | Pakistan  | 0:3   | Bahrajn   | 22:25 | 23:25 | 22:25 |   |   | 100    | 3 |
| 12.09 | 17:00 | Iran      | 3:0   | Indonezja | 25:12 | 25:20 | 25:11 |   |   | 400    | 4 |
| 13.09 | 15:00 | Pakistan  | 0:3   | Indonezja | 15:25 | 23:25 | 19:25 |   |   | 200    | 5 |
| 13.09 | 17:00 | Iran      | 3:0   | Bahrajn   | 25:16 | 25:17 | 25:14 |   |   | 2000   | 6 |

### Grupa C
Chenzhou
Tabela
| Lp. | Drużyna          | Pkt | Mecze | Mecze | Mecze | Sety | Sety | Sety  | Małe punkty | Małe punkty | Małe punkty |
| Lp. | Drużyna          | Pkt | M     | W     | P     | wyg. | prz. | ratio | zdob.       | str.        | ratio       |
| --- | ---------------- | --- | ----- | ----- | ----- | ---- | ---- | ----- | ----------- | ----------- | ----------- |
| 1   | Chiny            | 9   | 3     | 3 (0) | 0 (0) | 9    | 0    | MAX   | 230         | 176         | 1.307       |
| 2   | Indie            | 6   | 3     | 2 (0) | 1 (0) | 6    | 4    | 1.500 | 224         | 221         | 1.014       |
| 3   | Chińskie Tajpej  | 2   | 3     | 1 (1) | 2 (0) | 4    | 8    | 0.500 | 249         | 270         | 0.922       |
| 4   | Arabia Saudyjska | 1   | 3     | 0 (0) | 3 (1) | 2    | 9    | 0.222 | 229         | 265         | 0.864       |

Źródło: fivb.org
Punktacja: 3:0 i 3:1 – 3 pkt; 3:2 – 2 pkt; 2:3 – 1 pkt; 1:3 i 0:3 – 0 pkt
Zasady ustalania kolejności: 1. liczba punktów; 2. liczba zwycięstw; 3. stosunek setów; 4. stosunek małych punktów; 5. bilans w bezpośrednich meczach
Wyniki
| Data  | Godz. | Drużyna 1       | Wynik | Drużyna 2        | 1     | 2     | 3     | 4     | 5 | Widzów | * |
| ----- | ----- | --------------- | ----- | ---------------- | ----- | ----- | ----- | ----- | - | ------ | - |
| 20.09 | 16:00 | Indie           | 3:0   | Arabia Saudyjska | 25:20 | 25:21 | 25:19 |       |   | 2650   | 1 |
| 20.09 | 19:30 | Chiny           | 3:0   | Chińskie Tajpej  | 25:20 | 25:12 | 25:21 |       |   | 3000   | 2 |
| 21.09 | 16:00 | Chińskie Tajpej | 1:3   | Indie            | 19:25 | 25:21 | 18:25 | 24:26 |   | 2300   | 3 |
| 21.09 | 19:30 | Chiny           | 3:0   | Arabia Saudyjska | 28:26 | 25:20 | 27:25 |       |   | 3300   | 4 |
| 22.09 | 16:00 | Chińskie Tajpej | 2:3   | Arabia Saudyjska | set2  |       |       |       |   | 2200   | 5 |
| 22.09 | 19:30 | Chiny           | 3:0   | Indie            | 25:17 | 25:18 | 25:17 |       |   | 4000   | 6 |

### Grupa D
Komaki
Tabela
| Lp. | Drużyna          | Pkt | Mecze | Mecze | Mecze | Sety | Sety | Sety  | Małe punkty | Małe punkty | Małe punkty |
| Lp. | Drużyna          | Pkt | M     | W     | P     | wyg. | prz. | ratio | zdob.       | str.        | ratio       |
| --- | ---------------- | --- | ----- | ----- | ----- | ---- | ---- | ----- | ----------- | ----------- | ----------- |
| 1   | Korea Południowa | 9   | 3     | 3 (0) | 0 (0) | 9    | 0    | MAX   | 226         | 153         | 1.477       |
| 2   | Japonia          | 6   | 3     | 2 (0) | 1 (0) | 6    | 3    | 2.000 | 203         | 177         | 1.147       |
| 3   | Katar            | 3   | 3     | 1 (0) | 2 (0) | 3    | 6    | 0.500 | 197         | 216         | 0.912       |
| 4   | Nowa Zelandia    | 0   | 3     | 0 (0) | 3 (0) | 0    | 9    | 0.000 | 145         | 225         | 0.644       |

Źródło: fivb.org
Punktacja: 3:0 i 3:1 – 3 pkt; 3:2 – 2 pkt; 2:3 – 1 pkt; 1:3 i 0:3 – 0 pkt
Zasady ustalania kolejności: 1. liczba punktów; 2. liczba zwycięstw; 3. stosunek setów; 4. stosunek małych punktów; 5. bilans w bezpośrednich meczach
Wyniki
| Data  | Godz. | Drużyna 1        | Wynik | Drużyna 2        | 1     | 2     | 3     | 4 | 5 | Widzów | * |
| ----- | ----- | ---------------- | ----- | ---------------- | ----- | ----- | ----- | - | - | ------ | - |
| 05.09 | 17:00 | Japonia          | 3:0   | Katar            | 25:18 | 25:22 | 25:18 |   |   |        |   |
| 06.09 | 19:00 | Korea Południowa | 3:0   | Nowa Zelandia    | 25:16 | 25:9  | 25:11 |   |   |        |   |
| 07.09 | 11:30 | Katar            | 0:3   | Korea Południowa | 19:25 | 21:25 | 24:26 |   |   |        |   |
| 07.09 | 14:00 | Japonia          | 3:0   | Nowa Zelandia    | 25:14 | 25:20 | 25:10 |   |   |        |   |
| 08.09 | 16:30 | Nowa Zelandia    | 0:3   | Katar            | 22:25 | 22:25 | 21:25 |   |   |        |   |
| 08.09 | 19:10 | Japonia          | 0:3   | Korea Południowa | 20:25 | 20:25 | 13:25 |   |   |        |   |